# Centraal (Bahrein)
Het gouvernement Centraal (Arabisch: al-Wustah) was tot september 2014 een gouvernement in Bahrein met 167.691 inwoners. 
Het gouvernement heeft in 2002 de volgende gemeenten vervangen:
- Al Mintaqah al Wusta
- Ar Rifa' wa al Mintaqah al Janubiyah
- Madinat 'Isa
- Sitrah